# Werktijd

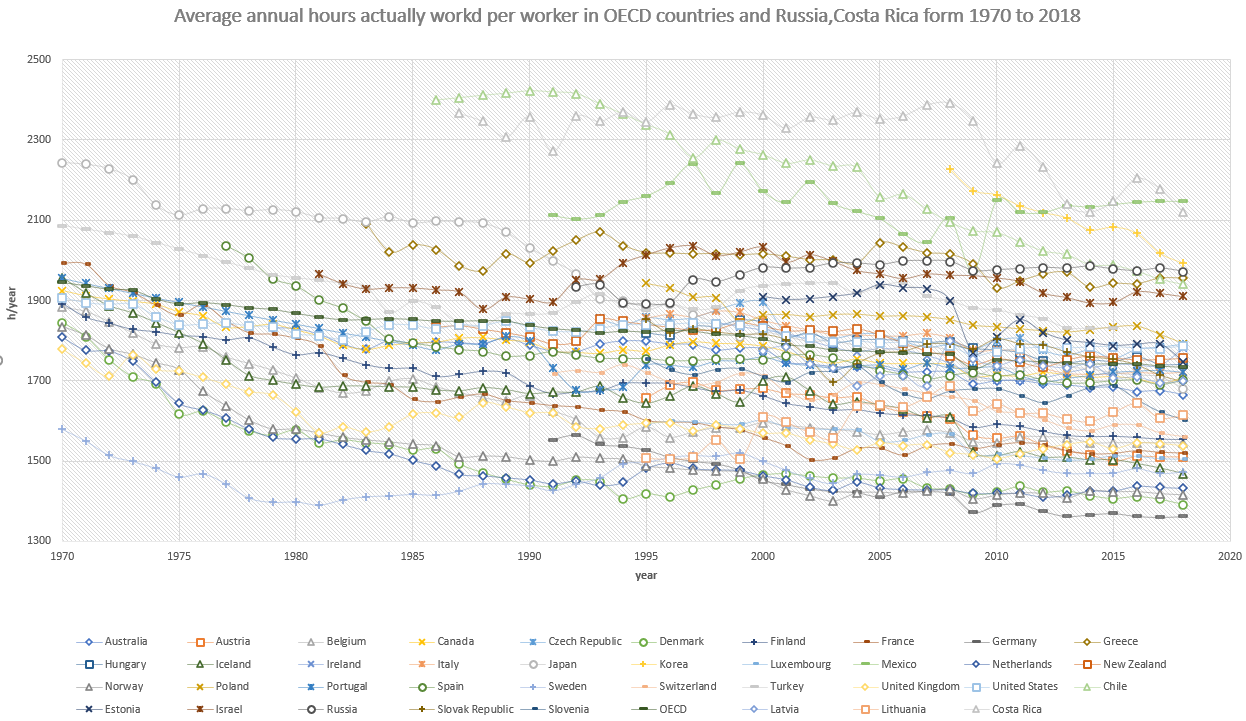
Gemiddeld aantal daadwerkelijk gewerkte uren per werknemer in OESO-landen van 1970 tot 2011

Werktijd is een bepaalde hoeveelheid tijd die een werknemer aan zijn (betaalde) arbeid besteedt. De werktijd wordt in een land doorgaans geregeld door wetten waarbij een minimale dagelijkse rustperiode wordt voorzien, jaarlijks vakantieverlof en een maximaal aantal werkuren per week.
Werknemers met een contract hebben doorgaans vaste werktijden en een vaste plaats waar deze werkzaamheden worden verricht. Het totaal aantal uren dat gewerkt wordt in een hele week wordt vervolgens gedefinieerd als de werkweek. De werkweek is een periode van zeven dagen. Voor de wet begint de week op zondag 00.00 uur en eindigt op zaterdag 24.00 uur. Het Arbeidstijdenbesluit-vervoer in Nederland rekent van maandag 00.00 uur tot zondag 24.00 uur. Soms is in cao een andere periode van zeven dagen afgesproken. Het totaal aantal gewerkte uren per dag wordt uitgedrukt in werkdagen. De tijd die buiten de afgesproken werktijd wordt gewerkt, is in principe overwerk, maar het hangt van de afspraken in het arbeidscontract af of dit overwerk wordt betaald of niet.